# 將計就計
《將計就計》（英語：Entrapment）是一部美國搶劫電影，於1999年上映。由喬·艾米執導，羅那·貝斯編劇。史恩·康納萊與凱薩琳·麗塔-瓊絲主演，其他演員有威爾·派頓、文·雷姆斯和Maury Chaykin。

## 劇情
Virginia「Gin」Baker是Waverly保險公司的調查員，Robert「Mac」MacDougal則是國際知名的藝品大盜。一晚，Waverly保險公司所承保的林布蘭無價名畫被以高明手法從辦公室盜走後寄送至吉隆坡一位買家手中。買家表示願支付四千萬美元及其他裝備以另獲得一副古董面具，此時距離千禧年僅剩十五天。
Gin受命調查主嫌Mac,因為林布蘭畫作前一次易手的拍賣會上出現了Mac的身影。Gin的上司Hector對此不以為然，認為Mac高齡六十歲且手頭寬裕，沒有再偷竊的動機。Gin還是開始尾隨Mac，發現他真的涉入一件尖端晶片竊案，於是夜襲其飯店房間，卻被Mac反將一軍。Gin提出合作建議，聲稱自己其實也是一名竊賊。
她承諾與Mac共同盜取戒備森嚴的Bedford宮殿內藏放的無價中國面具，聲稱在吉隆坡已有買家開價四千萬美元。Mac要求Gin先竊取Bedford宮殿的安全計畫，並展示她跟蹤他的照片，表示失竊的晶片就在以她名義所訂的保管箱中，讓Gin知道他隨時可以舉報她，逼使她只能依指示行事。
隨後兩人前往Mac在蘇格蘭僻處的隱居城堡，開始策劃這場複雜的竊案。Mac堅持獨自完成整個計畫，Gin只須提供存放面具的保險箱密碼。Gin拒絕，聲稱自己身手了得，已偷走了林布蘭的畫作，並詳述其過程，但Mac卻出人意料地拿出被盜的名畫，表示自己早已掌握其行蹤，在她完成盜竊後從郵件室攔截了外寄的畫作。他猜測這幅畫作是Gin在吉隆坡某項大計劃的「頭期款」。沮喪的Gin只得繼續完成計劃，而Mac也自Thibadeaux手上取得竊案所需的一應特種設備。
Gin趁Mac忙於最後準備時聯繫上司Hector Cruz以告知Mac行蹤，卻不知整座島已被竊聽，他們的對話內容盡入Mac耳中。
四天後，兩人順利盜取了面具，但Mac指責Gin打算單獨將面具賣給吉隆坡的買家，然後將他出賣給警方。Gin說服他，自己保險公司調查員的身份只是掩護，實際上她策劃了一項更大的竊案，目標是吉隆坡雙峰塔中的國際清算銀行的80億美元。由於千禧蟲問題，該銀行將進行一系列測試，並在跨年夜關閉主機系統30秒。Gin打算利用這短暫的停機時間入侵主機系統，指示電腦從數千個帳戶中小額轉賬，匯入他們的帳戶中，總計80億美元。而吉隆坡的買家會交付帶有銀行董事長視網膜掃描的護目鏡，以便進入主機金庫。
追蹤而來的Hector要求Gin說明為何在Bedford城堡竊案後就失蹤，Gin向他保證Mac有更大的計畫，24小時內會提供Hector一切所需證據來逮捕Mac。事實上，是Thibadeaux通知Hector關於Gin的行蹤。他表示Gin和Mac實際上在合作，並無意將Mac送入法網。
男女大盜在跨年夜千禧年倒數順利轉移款項，卻因為過早拔掉接線而觸發警報，兩人使出混身解數逃出建築，冒險穿越雙塔連接通道底部的鐵架及燈索，被困於通風井外。Mac提出「B計劃」：利用微型降落傘自垂直通風口逃脫。由於微型降落傘只能承載一人重量，Mac與她約定隔天早上在Pudu車站會合，之後留下來斷後。
Gin如約在車站等待Mac，但Mac卻與Cruz及FBI人員一同現身。原來Thibadeaux是FBI探員，之前抓住Mac後脅迫他合作。Mac僅獲得短暫時間與Gin交談，他告知70億美元已歸還FBI，暗示他們兩人仍保有10億美元。Mac偷偷藏著一把槍，讓Gin「持槍挾持Mac」以威脅在場執法人員並成功逃進列車，FBI急往下一站攔截。Hector等人離開後，Mac對Thibadeaux表示他得到了想要的業績，最好別再相見。亦敵亦友的兩人道別後，Gin悄然回到Pudu車站與Mac會合，原來她在途中跳車，又搭對向列車回來。她向Mac提議進行新的計劃，兩人擁吻後消失，留下空蕩蕩的車站。

## 演員
- 史恩·康納萊 飾 Robert "Mac" MacDougal
- 凱薩琳·麗塔-瓊絲 飾 Virginia "Gin" Baker
- 威爾·派頓（英语：Will Patton） 飾 Hector Cruz
- 文·雷姆斯 飾 Aaron Thibadeaux
- Maury Chaykin（英语：Maury Chaykin） 飾 Conrad Greene
- 凱文·麥納利（英语：Kevin McNally） 飾 Haas
- 泰瑞·歐尼爾（英语：Terry O'Neill (martial artist)） 飾 Quinn
- Madhav Sharma（英语：Madhav Sharma） 飾 Security Chief
- 葉西園（英语：David Yip） 飾 Chief of Police
- 蒂姆·波特（英语：Tim Potter） 飾 Millennium Man
- Eric Meyers 飾 Waverly Technician
- Aaron Swartz（英语：Aaron Swartz (actor)） 飾 Cruz's Man
- William Marsh 飾 Computer Technician
- Tony Xu 飾 Banker
- 羅夫·薩克森 飾 Director

## 製作
本片的主體拍攝於1998年6月29日開始，拍攝地包含英國倫敦和馬來西亞。雙峰塔為拍攝場景之一。

## 評價
《將計就計》於影評網站爛番茄獲得38%的新鮮度。

## 外部連結
- 互联网电影数据库（IMDb）上《Entrapment》的资料（英文）
- AllMovie上《Entrapment》的资料（英文）
- 豆瓣电影上《將計就計》的資料 （简体中文）
- TCM电影资料库上《Entrapment》的资料（英文）
- Box Office Mojo上《Entrapment》的資料（英文）
- 爛番茄上《Entrapment》的資料（英文）
- Metacritic上《Entrapment》的資料（英文）